# موکره (استان پودلاسکی)
موکره (به لاتین: Mokre) یک روستا در لهستان است که در گمینا بیلسک پودلاسکی واقع شده‌است.